# Dorfkirche Bardenitz

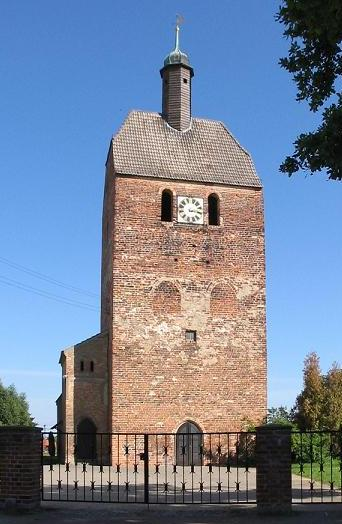
Dorfkirche in Bardenitz

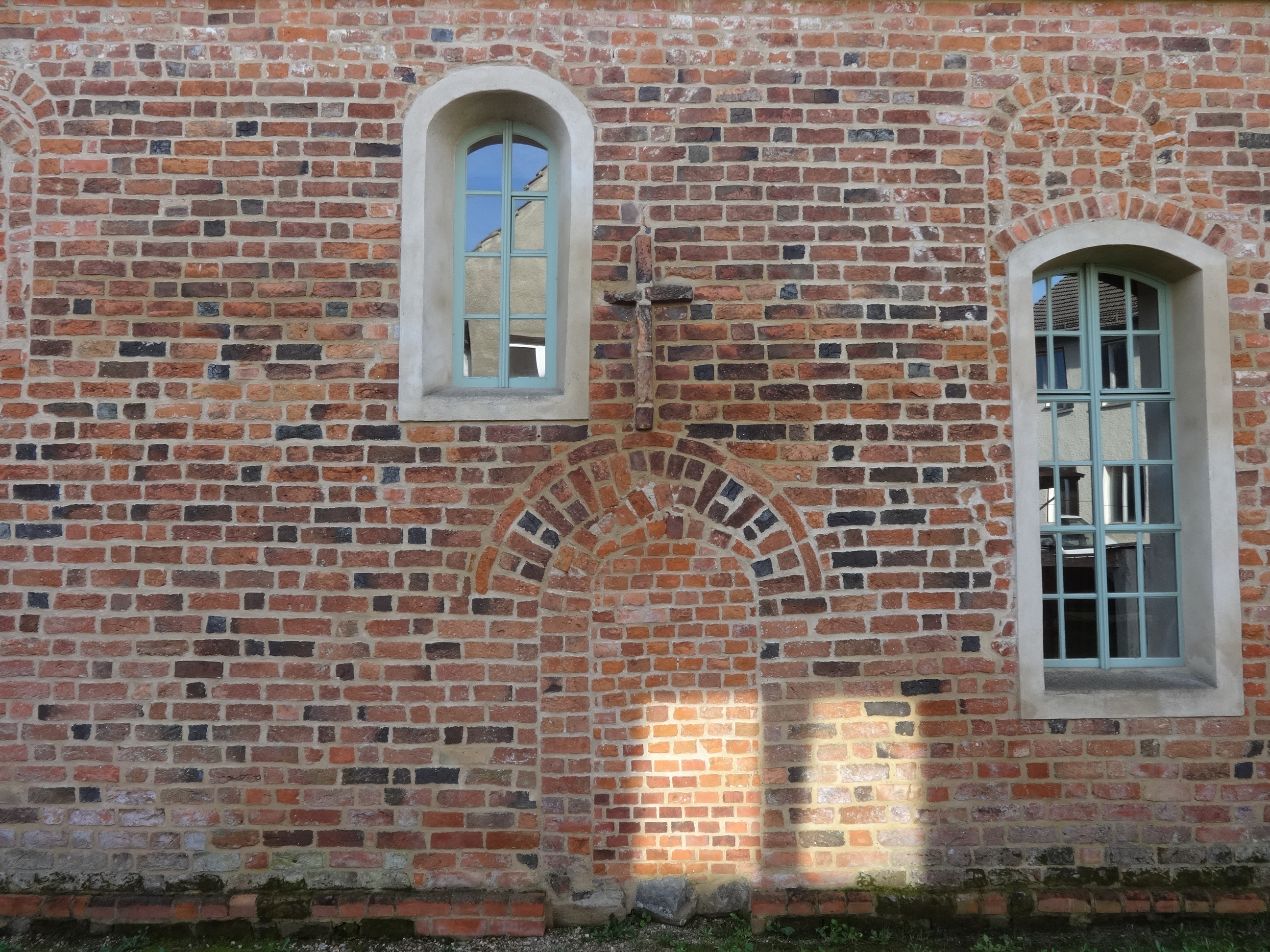
Zugemauertes Portal an der Nordseite des Kirchenschiffs

Die Dorfkirche Bardenitz ist ein Sakralbau aus der ersten Hälfte des 13. Jahrhunderts und die einzige vollständig aus Backsteinen errichtete Dorfkirche in der Region. Das denkmalgeschützte Bauwerk im ehemals selbständigen Dorf Bardenitz gehört seit der Eingemeindung Ende 2002 zur Kleinstadt Treuenbrietzen im Land Brandenburg.

## Geschichte
Der genaue Bauzeitraum ist nicht überliefert. Auf Grund der Struktur und der verwendeten romanischen Stilelemente gehen Baufachleute davon aus, dass die Kirche in der ersten Hälfte des 13. Jahrhunderts errichtet wurde. Dies korrespondiert mit der ersten Erwähnung von Bardenitz im Jahr 1268, als ein Ritter Richard von Zerbst das Dorf an das Kloster Zinna verkaufte. Im Laufe der Jahrhunderte wurden mehrfach Umbauarbeiten an dem Gebäude vorgenommen, so dass sich eine genaue Rekonstruktion der ursprünglichen Form als eher schwierig erweist. Sicher ist, dass das erste Bauwerk ein Kirchenschiff mit einem eingezogenen Chor (mit den Abmessungen ca. 6,70 Meter × ca. 6,80 Meter) besaß, an den sich vermutlich eine Apsis mit einer Breite von rund sechs Metern sowie einer Auswölbung von rund drei Metern anschloss. Dies legt ein Vergleich mit der benachbarten Kirche in Pechüle nahe.
Ein Verbindungsbogen an der Westseite des Schiffs sollte den Zugang zu einem bereits in der ersten Bauphase geplanten, aber zunächst noch nicht realisierten Querwestturm herstellen. Wahrscheinlich wurde dieses Provisorium zunächst mit Mauersteinen verschlossen und bei der Errichtung des Turmunterbaus wieder geöffnet. Auch wird auf Grund der zugemauerten, frühgotischen Klangarkaden vermutet, dass dieser Bauabschnitt noch im 13. Jahrhundert abgeschlossen werden konnte. Diese Öffnungen befinden sich heute ungefähr auf halber Höhe des Turms. Ein weiterer Anbau an der Nordseite des Turms dient dem Zugang zu den oberen Treppengeschossen. Er ist jüngeren Datums.
Um 1500 wurde die Apsis sowie die Nord- und Ostseite des Chores abgerissen. Die Südwand blieb stehen. Der Chor wurde mit einem geraden Abschluss neu errichtet, höher gezogen und überragt seither das Kirchenschiff. Auf der Südseite wurde der Chor nach Osten verlängert. Auf der Chornordseite, die im Sockel aus einem Läufer und einem Binder errichtet wurde, baute man zwei gotische Fenster ein, an der Südseite ein weiteres. Das Kirchenschiff, der Chor sowie die Turmhalle erhielten bei den Umbaumaßnahmen ein Kreuzrippengewölbe. Zur Zeit der Spätgotik entstand im 16. Jahrhundert eine Sakristei mit einem für die Zeit typischen Zellengewölbe. Beschädigungen aus dem Dreißigjährigen Krieg sind nicht überliefert. Dennoch konnte das Dach auf das Jahr 1664 datiert werden, was eine Instandsetzung nach dem Krieg nahelegt.
1960 restaurierte die Kirchengemeinde den Innenraum. 2008 begann eine grundlegende Sanierung in drei Bauabschnitten. Dabei wurden die Gebäudehülle, der Dachstuhl und der Turm saniert. Die Arbeiten wurden am 6. Oktober 2019 mit einem Festgottesdienst offiziell beendet.

## Architektur
Das Kirchenschiff ist rund 14 Meter lang und wurde aus Backsteinen errichtet, die überwiegend im gotischen Verband verlegt sind.  An seiner Nord- und Südseite befanden sich drei romanische Fenster. Die Fenster an der Südseite sind korbbogenförmig ausgestaltet. Sie waren zu einem früheren Zeitpunkt deutlich größer und spitzer, was an der darüber liegenden Vermauerung mit Ziegeln erkennbar ist. An der Nordseite zeigt sich ein ähnliches Bild: Hier wurden jedoch nur das linke und rechte Fenster tiefer gesetzt und vergrößert. Die Bögen schneiden die ursprünglich romanischen Fenster. Im Falle des rechten Fensters sind die Reste zweier unterschiedlicher Bögen erkennbar, die von dem Fenster geschnitten werden. Dies ist auf der Südseite nicht erkennbar. Rechts unterhalb des mittleren Fensters an der Nordseite ist ein in zwei unterschiedlichen zeitlichen Abschnitten zugemauertes Nordportal erkennbar. Darüber ist ein circa ein Meter hohes und circa 60 Zentimeter breites Kreuz aus Mauersteinen eingelassen. Oberhalb des Kreuzes ist der Ansatz eines dreieckigen Vordachs erkennbar.
Der Chor weist im 21. Jahrhundert zwei schmale, rundbogenförmige Fenster auf. Dazwischen gibt es eine verputzte, rechteckige Blende sowie eine unregelmäßige Verzierung mit Mauersteinen. Der Giebel des Chors ist mit zwei hohen, spitzbogigen Blenden sowie zwei abgestuften, halbspitzbogigen Blenden je Seite verziert. An der Chorsüdseite sind zwei rundbogenförmige Fenster erhalten, von denen das östliche ebenfalls zu einer früheren Zeit spitzbogenförmig ausgestaltet war. Gleiche Gestaltungselemente zeigen sich an der Chornordseite an den zwei westlich gelegenen Fenstern, während dieses Merkmal am östlich gelegenen Fenster fehlt. In Richtung Kirchenschiff ist eine schlichte Tür mit einem Vordach erhalten geblieben.
Der zu einem späteren Zeitpunkt errichtete Querrechteckturm hat in seinem Sockel die Abmessungen 5,70 Meter × 8,50 Meter. Der Zugang erfolgt über eine schlichte, aus dunklem Holz gearbeitete doppelflügelige Tür. An der Nord- und Südseite des Turms sind je eine zugemauerte, spitzbogenförmige Klangarkade aus der ersten Bauphase erkennbar. Sie werden durch zwei ebenfalls zugemauerte, korbbogenförmige Öffnungen an der Westseite ergänzt. Darunter ist mittig ein kleines doppelflügeliges Fenster angeordnet. Unterhalb der Traufe befinden sich insgesamt sechs rundbogenförmige Schallöffnungen: je zwei an der West- und Ostseite sowie jeweils eine an der Nord- und Südseite. Zwischen den beiden Öffnungen an der Westseite ist eine Turmuhr eingearbeitet. Der Turm schließt mit einem rötlich eingedeckten Krüppelwalmdach ab, auf dem sich mittig ein achteckiger Dachreiter anschließt, der mit dunklem Holz verkleidet ist. Darauf krönt ein sechseckiger Helm mit Windfahne und Stern. An den beiden Giebeln sind zwei weitere Fenster erkennbar.

## Innenausstattung

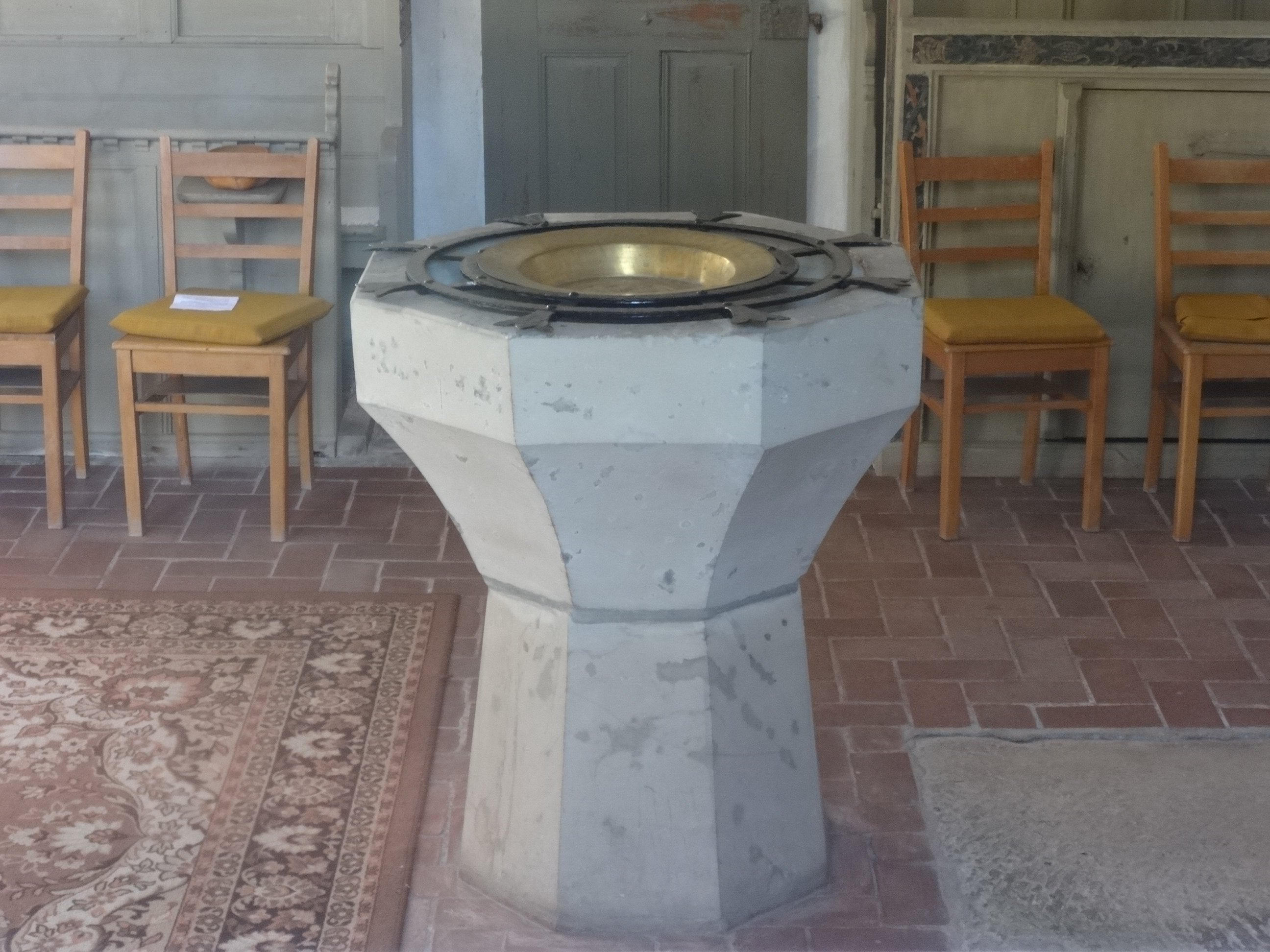
Fünte

Der Altartisch wurde ebenfalls aus Backstein errichtet. Die Form der Ziegel lässt den Schluss zu, dass er zur Zeit gebaut wurde, als der Chor verbreitert wurde. Das hölzerne Altarretabel stammt aus dem Jahr 1721 und zeigt die Kreuzigung Christi. Das Gemälde eines unbekannten Künstlers wird von Säulen umrahmt, die mit Akanthusblättern verziert sind. Darüber befinden sich zwei Putten sowie ein Giebel mit dem Osterlamm und einer Siegesfahne. Die ebenfalls hölzerne Kanzel wurde im 18. Jahrhundert aus Holz angefertigt und steht auf einem achtseitigen, tulpenförmigen Korb, der Jesus Christus und die Evangelisten zeigt. Die Kanzel ist mit einem Schalldeckel abgeschlossen, der ebenfalls mit Putten verziert ist. Das Kirchengestühl stammt aus dem 17. Jahrhundert. Das Alter der tulpenförmigen Fünte konnte nicht genau datiert werden; vermutlich stammt der tulpenförmige Stein aus der Spätgotik. Kanzel und Altar wurden vom Amtmann Johann Vieth, dem damaligen Pfarrer Handschke, den Kirchenvorstehern Hans Henkel und Peter Hagen sowie dem Küster Martin Wiesemann bezahlt. Sie schrieben auf die Rückseite des Altars die Widmung: Was nutzen uns Altar und Kanzel, wenn wir nur faule Früchte bringen. Der Klappaltar in der Sakristei aus den 1960er Jahren wurde vom Kleinmachnower Bildhauer Hermann Lohrisch angefertigt. Er ist mit den Worten aus dem Evangelium nach Matthäus 11,28 verziert („Kommet her zu mir alle“). Die Orgel mit einem Prospekt aus dem 18. Jahrhundert steht auf einer Westempore, die mit Schrift- und Bildtafeln aus dem 17. Jahrhundert geschmückt ist. Das Kreuzrippengewölbe des Kirchenschiffs, des Chors und des Turms stammen aus dem 15. Jahrhundert. Die Schlusssteine sind mit geometrischen Figuren verziert. Zwischen Chor und Kirchenschiff befindet sich ein Triumphbogen mit einer Weite von 3,75 Metern, an dessen nördlicher Seite ein Grabstein aus Sandstein mit dem Relief des Pfarrers Elias Michael Handschke steht, der auf das Jahr 1731 datiert ist. Die Wandmalereien stammen vermutlich aus dem Anfang des 16. Jahrhunderts. Sie zeigen an der Südwand des Kirchenschiffs die Heilige Katharina und am Triumphbogen das Schweißtuch der Veronika.